# Liadotaulius obscurationis
Liadotaulius obscurationis is een fossiele soort schietmot uit de familie Necrotauliidae.